# History of Science
History of Science (Elm Tarixi) е рецензирано, академично списание с отворен достъп, посветено на интердисциплинарното изследване на историята, развитието и влиянието на науката. Създадено през 2018 г., списанието се издава на тримесечна база от AcademyGate Publishing и International Metafizika Center. То служи като платформа за научни дискусии в широк спектър от академични дисциплини, като допринася за по-дълбокото разбиране на еволюцията на научното знание и неговото значение за обществото.
Списанието е достъпно както в печатен (ISSN 2790-0029), така и в електронен формат (ISSN 2790-0037), осигурявайки широка достъпност за изследователи, учени и институции по целия свят. Статиите се публикуват на шест езика: руски, английски, турски, персийски, арабски и азербайджански, което подчертава неговата международна насоченост и приобщаващ характер.

## Обхват и теми
Списанието History of Science следва интердисциплинарен подход и приветства приноси, които обединяват различни академични области. Обхванатите теми включват:
- Физико-математически и технически науки: Математика, механика, физика, астрономия и технически науки.
- Химически науки: История и развитие на химията и свързаните с нея области.
- Науки за Земята: География, геология и екологични изследвания.
- Биологични и медицински науки: Медицински, фармацевтични, биологични и аграрни науки.
- Хуманитарни науки: Филология, изкуствознание, архитектура и педагогика.
- Социални науки: Философия, социология, политически науки, психология, история, антропология, право и икономика.

Този широк тематичен обхват подчертава ангажимента на списанието към насърчаване на интердисциплинарни изследвания и диалог, предоставяйки ценни прозрения за историческите измерения на науката в различни интелектуални контексти.

## Мисия и цели
Списанието History of Science има за цел да подпомогне изучаването на историята на науката чрез следните основни направления:
- Публикуване на научни изследвания на международни учени в съответствие с профила на списанието.
- Представяне на обзорни изследвания върху методологията на историята на науката.
- Предоставяне на методологична подкрепа за научни проекти.
- Подпомагане на образователни институции по целия свят с академични ресурси, свързани с историята на науката.
- Улесняване на обмена на информация, методологии и интелектуални ресурси за повишаване на ефективността на историческите изследвания.
- Професионално класифициране на трудовете по история на науката и анализ на тяхното въздействие върху научната общност.

## Раздели
Списанието включва специализирани раздели, обхващащи различни научни области, включително:

### Физико-математически и технически науки
1. Математика и механика
2. Физика и астрономия
3. Технически науки

### Науки за Земята
1. Науки за Земята
2. География
3. Биологични и медицински науки:
4. Медицински и фармацевтични науки
5. Биологични науки
6. Аграрни науки

### Хуманитарни науки
1. Филологически науки
2. Изкуствознание и архитектура
3. Педагогика

### Социални науки
1. Философия и социология
2. Политически науки
3. Психология
4. История и антропология
5. Право
6. Икономика

## Принос към науката
Чрез публикуването на статии, които изследват историята, развитието и методологията на науката, списанието History of Science се стреми да направи значителен принос към академичната общност. То е ценен ресурс за изследователи, преподаватели и институции, ангажирани с изучаването на историята на науката и нейните интердисциплинарни връзки.